# Cheiloneurus boldyrevi
Cheiloneurus boldyrevi är en stekelart som beskrevs av Trjapitzin och Agekyan 1978. Cheiloneurus boldyrevi ingår i släktet Cheiloneurus och familjen sköldlussteklar. Inga underarter finns listade i Catalogue of Life.